# Вьеткьеу
Вьеткье́у (вьет. Việt kiều) — основное население вьетнамской диаспоры, этнические вьеты, живущие в диаспоре за пределами Вьетнама. В России практически все вьеткьеу — граждане Вьетнама, поэтому их называют «вьетнамцами».

## Европа

### Россия

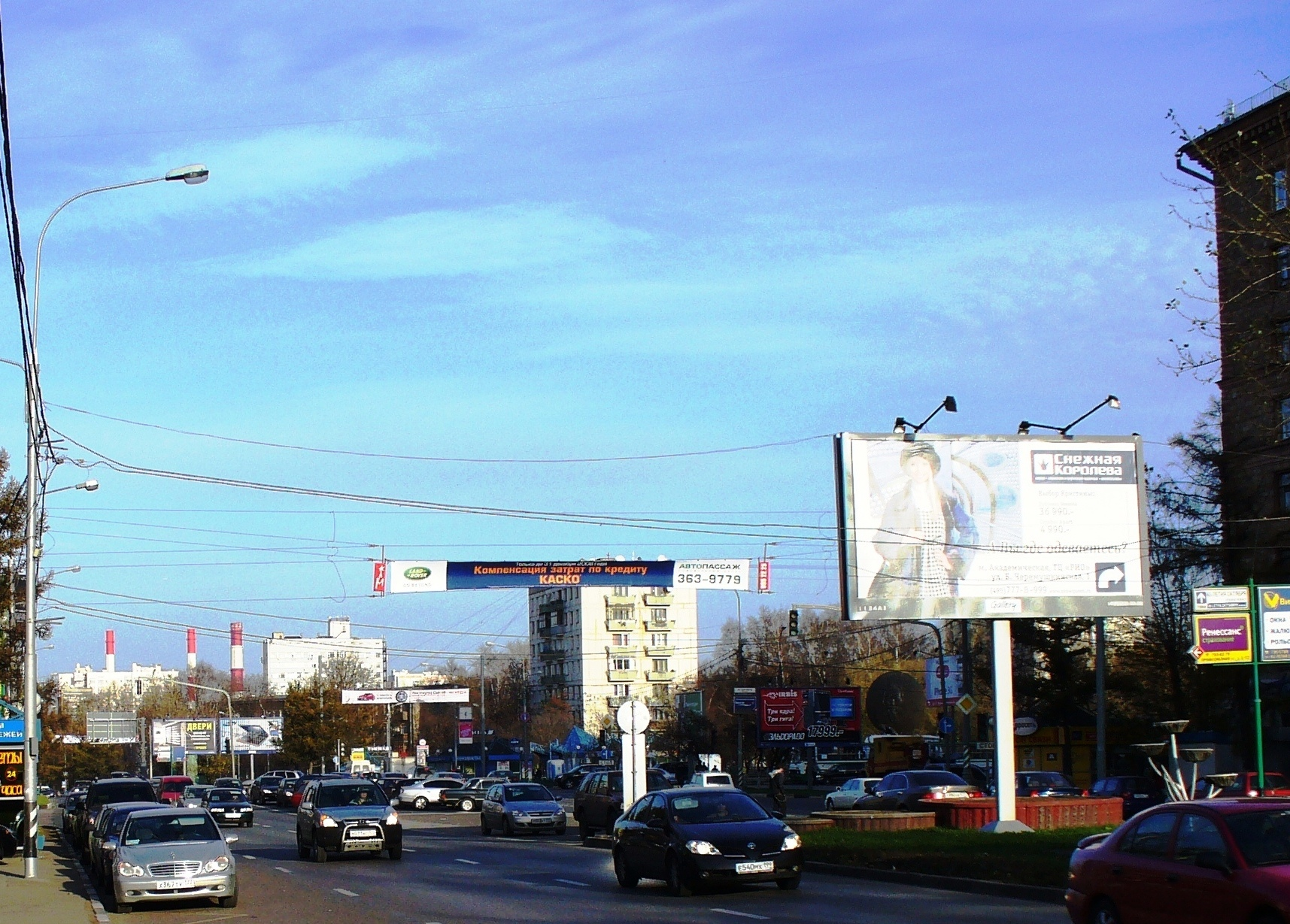
Площадь Хо Ши Мина в Москве

Почти две трети из всех вьетнамцев в России проживают в Москве, в основном в южной части города, в районе станции метро Академическая и площади Хо Ши Мина, где в советское время был воздвигнут памятник Хо Ши Мину. Другие крупные вьетнамские общины находятся во Владивостоке и Санкт-Петербурге.
Данные о численности вьетнамцев в России точно не установлены и варьируются в пределах от 14 тысяч до 150 тысяч человек.

## Азия

### КНР
Давние переселенцы из Вьетнама сформировали один из официально признаваемых правительством Китая народов — цзин. Говорят на смеси вьетнамского и кантонского.

## Северная Америка

### США

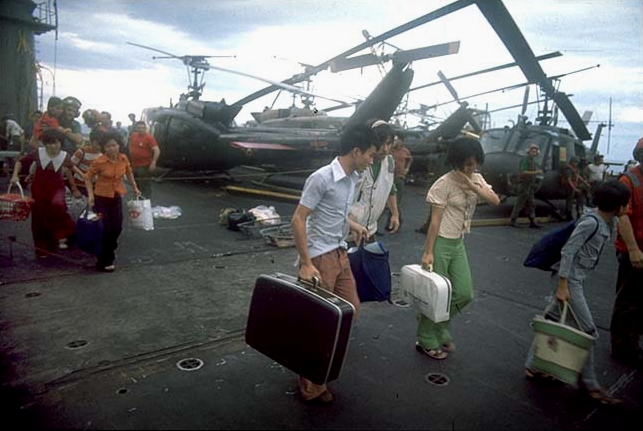
Бегство вьетнамцев. Сайгон, 1975 г.

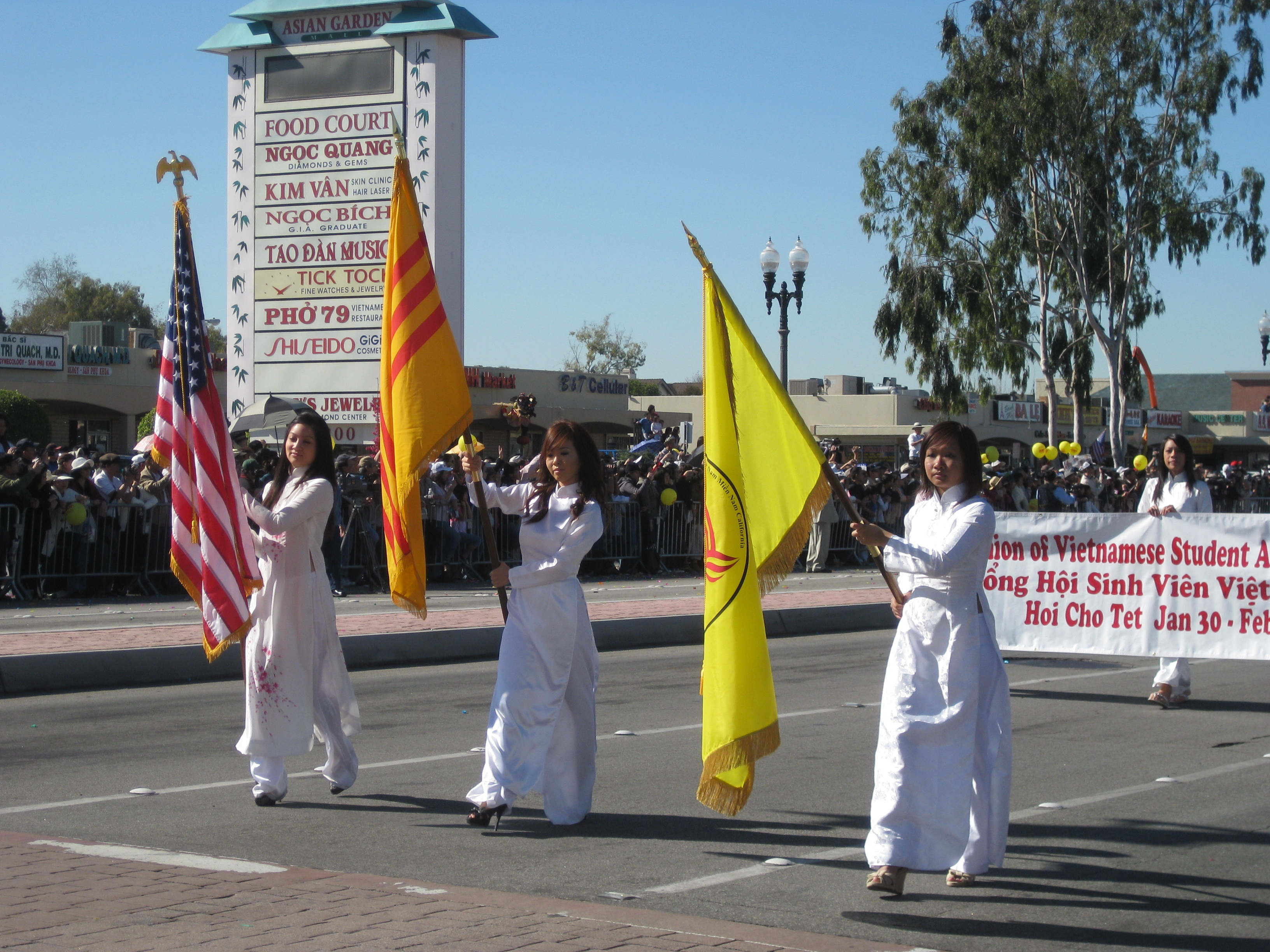
Литл-Сайгон, Ориндж, Калифорния

Большинство вьетнамцев в США являются мигрантами в первом и втором поколении. Вьетнамскую диаспору в США можно разделить на две категории: первая категория — люди высокого социального статуса, массово бежавшие вместе с американцами в 1975 году, вторая категория — небогатые беженцы, так называемые «люди в лодках» (англ. Boat people; вьет. Thuyền nhân), основная масса которых бежала после 1978 года.
Основные места проживания вьетнамцев в США — Литл-Сайгон (англ. Little Saigon; вьет. Tiểu Sài Gòn) в округе Ориндж (штат Калифорния), город Сан-Хосе (штат Калифорния) и город Хьюстон (штат Техас). По последним оценкам всего в США на 2007 год проживало около 1,6 млн вьетнамцев.
Вьетнамская эмиграция в США отличается политической активностью. Здесь базируются антикоммунистические организации, в том числе созданные бывшими военнослужащими сайгонской армии, крупнейшая из которых — партия Вьеттан, основанная Хоанг Ко Минем на базе эмигрантской боевой организации.